# Dromomeron
Dromomeron és un gènere d'arcosaures dinosauromorfs del Triàsic superior del sud-oest del que ara són els Estats Units. Es coneix per restes parcials, principalment el fèmur, estimant-se la longitud total de l'animal en menys d'un metre. Es creu que està estretament emparentat amb Lagerpeton, encara que es va trobar prop de fòssils de dinosaures com Chindesaurus, la qual cosa ens indica que els primers dinosaures no van reemplaçar immediatament a aquests grups emparentats amb ells.